# Richard Kuuia Baawobr
Richard Kuuia Baawobr (Tom-Zendagangn, 21 giugno 1959 – Roma, 27 novembre 2022) è stato un cardinale e vescovo cattolico ghanese.

## Biografia
Richard Kuuia Baawobr è nato a Tom-Zendagangn il 21 giugno 1959.

### Formazione e ministero sacerdotale
Ha frequentato la scuola elementare del suo villaggio e ha proseguito gli studi presso il seminario minore "San Francesco Saverio" e la Nandom Secondary School.
Nel 1979 è stato ammesso al seminario maggiore diocesano "San Vittore" di Tamale e ha studiato filosofia. Nel 1981 è entrato nei Missionari d'Africa. Ha compiuto l'anno di noviziato a Friburgo, in Svizzera, dal 1981 al 1982, e poi ha studiato teologia presso il Missionary Institute di Totteridge, vicino a Londra.
Il 5 dicembre 1986 ha prestato giuramento missionario presso il St. Edward's College di Londra. In seguito è stato vicario parrocchiale a Livulu, nell'arcidiocesi di Kinshasa dal 1987 al 1991. Nel 1991 è stato inviato in Europa per completare gli studi. Ha studiato esegesi presso il Pontificio Istituto Biblico a Roma e spiritualità ignaziana presso il Centro di spiritualità gesuitica di Le Châtelard ottenendo la licenza in Sacra Scrittura e il dottorato in teologia biblica. Ha quindi prestato servizio come formatore a Kahangala, in Tanzania, dal 1996 al 1999 e direttore della casa di formazione di Tolosa dal 1999 al 2004. Ha partecipato come delegato della Provincia francese della sua società al capitolo generale del 2004 ed è stato eletto primo assistente generale.
Il 31 maggio 2010 il capitolo generale lo ha eletto al terzo scrutinio con una maggioranza di due terzi nuovo superiore generale. È succeduto a padre Gérard Chabanon ed è stato il primo africano a ricoprire questo incarico. È stato anche vice gran cancelliere del Pontificio Istituto di Studi Arabi e d'Islamistica.
Ha partecipato come membro scelto dall'Unione Superiori Generali alla XIV assemblea generale ordinaria del Sinodo dei vescovi che ha avuto luogo nella Città del Vaticano dal 4 al 25 ottobre 2015 sul tema "La vocazione e la missione della famiglia nella Chiesa e nel mondo contemporaneo".

### Ministero episcopale e cardinalato
Il 17 febbraio 2016 papa Francesco lo ha nominato vescovo di Wa. Ha ricevuto l'ordinazione episcopale il 7 maggio successivo dal cardinale Peter Kodwo Appiah Turkson, presidente del Pontificio consiglio della giustizia e della pace, co-consacranti l'arcivescovo metropolita di Tamale Philip Naameh e l'arcivescovo Jean-Marie Antoine Joseph Speich, nunzio apostolico in Ghana.
Il 4 luglio 2020 lo stesso pontefice lo ha nominato membro del Pontificio consiglio per la promozione dell'unità dei cristiani.
In sintonia con l'episcopato ghanese ha più volte manifestato la sua contrarietà di fronte a rivendicazioni da parte della comunità Lgbt+. Ha elogiato il progetto di Legge, presentato nel 2021 presso il Parlamento, dal titolo Promotion of Proper Human Sexual Rights and Ghanaian Family Values che prevede un inasprimento delle pene per atti intimi diversi da quello eterosessuale o per comportamenti pubblici difformi da quelli socialmente riconosciuti e accettati in base al proprio sesso naturale o in base all’inclinazione sessuale dominante ovvero quella eterosessuale. Nonostante le forti critiche giunte da varie organizzazioni internazionali monsignor Baawobr ha invitato il presidente del Parlamento a procedere con la discussione del testo senza cedere ad alcuna pressione esterna. Queste le sue parole:«Grazie per aver risposto con chiara determinazione all’Alto Commissario australiano e ad altri che il nobile matrimonio nel diritto consuetudinario ghanese è tra un uomo e una donna e non quello che viene promosso dalla comunità Lgbt+».
Il 29 maggio 2022, al termine del Regina Caeli, papa Francesco ha annunciato la sua creazione a cardinale.
Il 1º agosto seguente è stato eletto presidente del Simposio delle conferenze episcopali di Africa e Madagascar, succedendo al cardinale Philippe Nakellentuba Ouédraogo.
Nel concistoro del 27 agosto il pontefice lo ha creato cardinale presbitero di Santa Maria Immacolata di Lourdes a Boccea.
Era assente alla cerimonia poiché, appena giunto a Roma, a causa di un malore era stato ricoverato all'ospedale di Santo Spirito in Sassia; subìto un intervento cardiaco, ha continuato la convalescenza al policlinico Agostino Gemelli e, dimesso il 18 novembre, si è trasferito presso la Curia generalizia dei Missionari d'Africa. Il 27 novembre 2022 in conseguenza di un nuovo improvviso precipitare del suo stato di salute è stato portato d'urgenza al policlinico Gemelli, dove è morto poco dopo, all'età di 63 anni. Il 5 dicembre, il decano del collegio cardinalizio Giovanni Battista Re ha concelebrato una messa funebre presso l'altare della Cattedra nella basilica di San Pietro in Vaticano. 
In seguito al rientro in patria della salma, i solenni funerali sono stati celebrati l'11 e 12 gennaio 2023 dal cardinale Peter Kodwo Appiah Turkson e poi, al termine della cerimonia, il defunto porporato è stato sepolto all'interno della cattedrale di Sant'Andrea a Wa.

## Genealogia episcopale
La genealogia episcopale è:
- Cardinale Scipione Rebiba
- Cardinale Giulio Antonio Santori
- Cardinale Girolamo Bernerio, O.P.
- Arcivescovo Galeazzo Sanvitale
- Cardinale Ludovico Ludovisi
- Cardinale Luigi Caetani
- Cardinale Ulderico Carpegna
- Cardinale Paluzzo Paluzzi Altieri degli Albertoni
- Cardinale Gaspare Carpegna
- Cardinale Fabrizio Paolucci
- Cardinale Francesco Barberini
- Cardinale Annibale Albani
- Cardinale Federico Marcello Lante Montefeltro della Rovere
- Vescovo Charles Walmesley, O.S.B.
- Vescovo William Gibson
- Vescovo John Douglass
- Vescovo William Poynter
- Vescovo Thomas Penswick
- Vescovo John Briggs
- Arcivescovo William Bernard Ullathorne, O.S.B.
- Cardinale Henry Edward Manning
- Cardinale Herbert Vaughan
- Cardinale Francis Alphonsus Bourne
- Arcivescovo Richard Downey
- Arcivescovo William Thomas Porter, S.M.A.
- Arcivescovo John Kodwo Amissah
- Arcivescovo Dominic Kodwo Andoh
- Cardinale Peter Kodwo Appiah Turkson
- Cardinale Richard Kuuia Baawobr, M.Afr.